# Amatitlania kanna
Amatitlania kanna är en fiskart som beskrevs av Schmitter-soto 2007. Amatitlania kanna ingår i släktet Amatitlania och familjen Cichlidae. Inga underarter finns listade i Catalogue of Life.